# Saturn LXIV
Saturn LXIV (oznaczenie tymczasowe S/2004 S 34) – mały księżyc Saturna, odkryty przez Scotta S. Shepparda, Davida Jewitta i Jana Kleynę na podstawie 29 obserwacji przeprowadzonych za pomocą Teleskopu Subaru w latach 2004–2007. Jego odkrycie zostało ogłoszone 8 października 2019 roku w biuletynie elektronicznym Minor Planet Electronic Circular.
Stałe oznaczenie nadano mu w sierpniu 2021 roku.
Należy do grupy nordyckiej księżyców nieregularnych Saturna, poruszających się ruchem wstecznym.